# Curtis Bernhardt
Curtis Bernhardt, född Kurt Bernhardt 15 april 1899 i Worms, Kejsardömet Tyskland, död 22 februari 1981 i Pacific Palisades, Kalifornien, var en tysk-amerikansk filmregissör. Under mitten av 1920-talet debuterade han som filmregissör i Tyskland. Han verkade där fram till 1933 då han av politiska skäl lämnade landet och kom till Frankrike där han fortsatte arbeta. 1940 reste han till Hollywood i USA och fick arbete som regissör hos Warner Bros.. Under 1940-talet kom han att regissera flera dramafilmer med psykologiska undertoner. Han arbetade sedan även för bolagen Metro-Goldwyn-Mayer och RKO Radio Pictures. Han regisserade sin sista film 1964.

## Filmregi, urval
- 1928 – Rebellen från Rhen
- 1929 – Den gåtfulla kvinnan
- 1933 – Tunneln
- 1936 – En glad vagabond
- 1942 – Vägarnas folk gör revolt
- 1945 – Konflikt
- 1946 – Hängivelse
- 1946 – Vi möts och vi skiljs
- 1946 – Stulet liv
- 1947 – Besatt
- 1947 – Den höga muren
- 1949 – Livet kallar
- 1951 – Sirocco
- 1951 – Blå slöjan
- 1951 – Betala mitt liv
- 1952 – Glada änkan
- 1953 – Miss Sadie Thompson
- 1955 – Sången till livet